# アーリヤー・バット
アーリヤー・バット (Alia Bhatt, デーヴァナーガリー表記：आलिया भट्ट,  1993年3月15日 - ）は、イギリス人のボリウッド女優。

## 経歴
アーリヤ―は、1993年3月15日に映画監督マヘーシュ・バットと女優のソニ・ラズダンの間に産まれた。 父親はグジャラート出身で、母親はカシミール人とドイツ人の混血。 ナナバイ・バット監督は父方の祖父。彼女は犯罪小説（1999年）で子役としてデビューした。

## 主な出演作品
- Sangharsh (1999年)
- スチューデント・オブ・ザ・イヤー 狙え!No.1!! Student of the Year (2012年)[1][2]
- Humpty Sharma Ki Dulhania (2014年)
- Highway (2014年)
- 2 States (2014年)
- Shaandaar (2015年)
- Kapoor & Sons (2016年)
- Udta Punjab (2016年)
- Dear Zindagi (2016年)
- Badrinath Ki Dulhania (2017年)
- ガリーボーイ (2019年)
- Kalank (2019年)
- RRR (2022年)
- ブラフマーストラ (2022年)
- Heart of Stone (2023年)

## 人物
クリケットのファンである。クリケットはインドで圧倒的に一番人気のスポーツであり、ボリウッド映画と共にインドを代表される現代エンターテインメントである。アーリヤーは「IPLのシーズン全体を追いかけたわけではありませんが、ムンバイ・インディアンスが勝った時は本当に嬉しく、最高の気分でした。だから、私は最高のチアリーダーなんです。」と語った。好きなクリケット選手はヴィラット・コーリである。コーリはInstagramアカウントのフォロワー数がアジア人で最も多い人物でもあり、2023年時点でフォロワーが2億6000万を超えている世界的スター選手である。また、コーリの妻はボリウッド女優のアヌシュカ・シャルマであり、一緒にテレビ出演もしている。